# Sony Ericsson K750i
A Sony Ericsson K750i a Sony Ericsson felső kategóriás telefoncsaládjának tagja. 2005-ben mutatták be, mint a K700i utódját. Őt a K800i követte 2006-ban.
Mérete 100x46x20 milliméter, súlya 99 gramm. Külalakja a T610 óta jól bevált „felőlem telefon, felőled kamera” dizájnt idézi. Több gyorsgombbal is rendelkezik. Hátul fedőlap takarja a 2 megapixeles képek készítésére alkalmas, autofókuszos kamerát. Oldalsó gyorsgombja segítségével egy médialejátszó csalható elő, amely képes mp3, AAC, 3GP-lejátszásra, valamint rádióadások hallgatására is. A telefon bal oldalán került kiképzésre a Memory Stick PRO Duo foglalat, mellyel a telefon 34 megabájtos belső memóriája tovább bővíthető.
A telefon rendelkezik infravörös porttal és Bluetooth-támogatással is. Ez utóbbi segítségével GPRS-modemként is használhatjuk. Beszélgetési ideje 9 óra, készenléti ideje 400 óra. USB-kábelkapcsolat támogatott.
A telefon idővel több változatban is megjelent. A D750i kifejezetten a T-Mobile számára készült, hazánkban alumíniumházas kivitelben jelent meg. A leghíresebb módosítása azonban a W800i elnevezésű Walkman-mobil, amelyben a lejátszási képességeket feljavították, és alapból 512 megabájtos memóriakártyát adtak hozzá (a W700i ugyanez, csak auto-fókusz nélkül és 256 megabájtos memóriakártyával)

## Forrás(ok)
http://www.telefonguru.hu/keszulekek/keszulek-guru_SonyEricsson_K750i.asp